# Falkirk (kommun)
Falkirk är en av Skottlands kommuner (council areas). Kommunen gränsar mot North Lanarkshire, Stirling och West Lothian och täcker delar av de traditionella grevskapen Stirlingshire och West Lothian. Centralort är Falkirk. Kommunen ingår tillsammans med Stirlings kommun i det ceremoniella ståthållarskapet Stirling and Falkirk.

## Orter

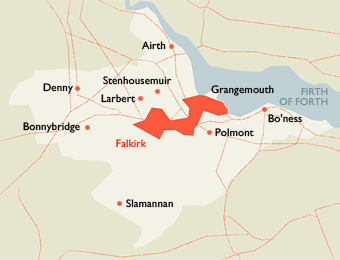
Större orter och vägar i Falkirks kommun.

### Städer (Towns)
- Bo'ness
- Bonnybridge
- Denny
- Falkirk
- Grangemouth
- Larbert
- Stenhousemuir

### Byar
- Airth
- Bainsford
- Banknock
- Brightons
- Camelon
- Carron
- Carronshore
- Dunipace
- Glen Village/Hallglen
- Laurieston
- Maddiston
- Polmont
- Redding
- Shieldhill
- Slamannan

### Mindre orter
- Allandale
- Avonbridge
- Binniehill
- Blackness
- California
- Dennyloanhead
- Dunmore
- Fankerton
- Glensburgh
- Greenhill
- Haggs
- Head of Muir
- High Bonnybridge
- Letham
- Limerigg
- Longcroft
- Muirhouses
- Reddingmuirhead
- Rumford
- Skinflats
- South Alloa
- Standburn
- Stoneywood
- Tamfourhill
- Torwood
- Wallacestone
- Westquarter
- Whitecross